# Samuel Desport
Samuel David Desport, född 12 december 1983, är en svensk basketspelare, som från 2008 till 2011 spelade som guard i Solna Vikings i Basketligan.
Samuel Desport har även spelat för Täby Basket, Akropol, BMCC (Borough of Manhattan Community College) i USA samt för Stockholmspolisens IF. Han kommer från en familj med basketspelare. Hans pappa Al Desport har coachat lag som Täby Basket och Djursholm Indians.  